# رابرت هنسن (جاسوس)
رابرت فیلیپ هنسن (به انگلیسی: Robert Philip Hanssen) (۱۸ آوریل ۱۹۴۴ – ۵ ژوئن ۲۰۲۳) مأمور ارشد سابق اطلاعاتی اداره تحقیقات فدرال (FBI) بود که پس از سالها تحقیقات دامنه‌دار و مخفی سازمان ضداطلاعات مرکز تحقیقات فدرال مشخص شد که حداقل به مدت ۱۵ سال برای اتحاد جماهیر شوروی و پس از آن دولت فدرال روسیه جاسوسی می‌کرده‌است.
وی در دادگاه فدرال آمریکا با یک درجه تخفیف به حبس ابد، بدون احتمال بخشش محکوم شد. رابرت هانسین، ۲۳ ساعت شبانه روز را در سلولی انفرادی در یک زندان فوق امنیتی به نام ندامتگاه فدرال فلورانس در شهر فلورانس در ایالت کولورادوی، آمریکا می‌گذراند.

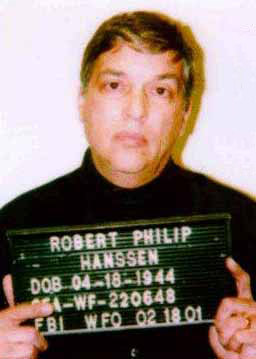

رابرت هانسین در تاریخ ۱۸ فوریه ۲۰۰۱ در پارکی در ایالت ویرجینیا به نام پارک فاکس‌استون دستگیر شد. وی به جرم فروش اطلاعات محرمانه ایالات متحده آمریکا به روسیه برای دریافت بیش از یک میلیون و چهارصد هزار دلار (شامل پول نقد و الماس) در طول پانزده سال، محاکمه شد. نهایتاً در تاریخ ۶ ژوئیه ۲۰۰۱ در دادگاه فدرال آمریکا با قبول تمامی ۱۵ مورد اتهام وارده در قبال تخفیف در مجازات، به زندان ابد محکوم شد. اقدامات وی توسط افراد مرتبط با پرونده، «بدترین فاجعه اطلاعاتی در تاریخ ایالات متحده آمریکا» توصیف شده‌است.
جاسوسی هانسین، تاکنون موضوع ساخت دو فیلم جداگانه دربارهٔ وی شده‌است. سرجاسوس: داستان رابرت هانسین که فیلمی بود که برای تلویزیون ساخته شد و نقش هانسین را ویلیام هارت بازی می‌کرد. این فیلم در سال ۲۰۰۲ از شبکه‌های سراسری آمریکا به نمایش درآمد. رخنه نام فیلم دیگری بود که در سال ۲۰۰۷ برپرده سینماهای آمریکا رفت. در این فیلم، بازی در نقش هانسین به عهده کریس کوپر گذاشته شده بود. همچنین در رمز داوینچی از عضویت و ارتباطش با فرقه مسیحی اپوس دئی سخن به میان رفته‌است.